# Cafissada
Una cafissada és una antiga mesura superficial agrària, derivada de la superfície que podia ésser sembrada amb un cafís de gra, i que és equivalent a 6 fanecades, o sia a 4986 m² i emprada al Regne de València.